# Laleston
Laleston è un centro abitato del Galles, situato nella contea del distretto di contea di Bridgend.